# Мартин Кнакфус
Мартин Кнакфус (пол. Marcin Knackfus, лит. Martynas Knakfusas (бл. 1740, Вулка Варшавського воєводства — близько 1821, Литва) — архітектор раннього класицизму, який працював у Литві.

## Біографія
Діяльність розпочав у Варшаві. Навчався у архітекторів Ефраїма Шрегера, Симона Богуміла Цуга, які працювали у Варшаві, зазнав упливу Д. Мерліні.
Переселившись до Вільно, Кнакфус деякий час працював у єпископа Ігнатія Масальского. Став капітаном війська ВКЛ. У 1773—1775 роках викладав у Віленському університеті. У 1782—1794 роках був архітектором Головної віленської школи. Брав участь у повстанні 1794 року.

## Творчість
Проектував і реконструював будівлі громадського значення, будинки та палаци міщан і вельмож у Вільно і великі садибні ансамблі. Не вся спадщина Кнакфуса надійно підтверджена документами: частину будівель пов'язують з його ім'ям з огляду на схожість із відомими його творами загальної композиції або окремих фрагментів. Його творам притаманні поміркованість форм, раціональність і простота, орієнтовані на французький класицизм стилю Людовика XVI і традиції пізнього Ренесансу.
За проектом Кнакфуса в 1783—1792 роках побудований костел Святого Якова в Куртувенаї (Шяуляйський район). Костел тринефний з високим корпусом і нижчим пресбітерієм. Двовежна композиція головного фасаду формами частково продовжує традиції віленського бароко і разом з тим містить елементи класицизму.
Поєднання елементів бароко та класицизму чітке у спроектованому Кнакфусом у 1773 році костелі Пресвятої Трійці в Трошкунаї — базилікального типу без вежі у формі латинського хреста в плані. Головний фасад утворює своєрідний портик із двох пар колон доричного ордера. У 1789—1790 роках Кнакфус керував будівництвом домініканського костелу в Тракаї. У 1787 році за його проектом був побудований вівтар в костелі Всіх Святих у Вільні.
Реконструював також Зелений міст через Вілію (1791) у Вільно, вів нагляд над реконструкцією та будівництвом будівель Віленського університету. Кнакфус проектував також палац в Паежяряї (1795—1799; Вілкавішкіський район).

### Палац Бжостовських

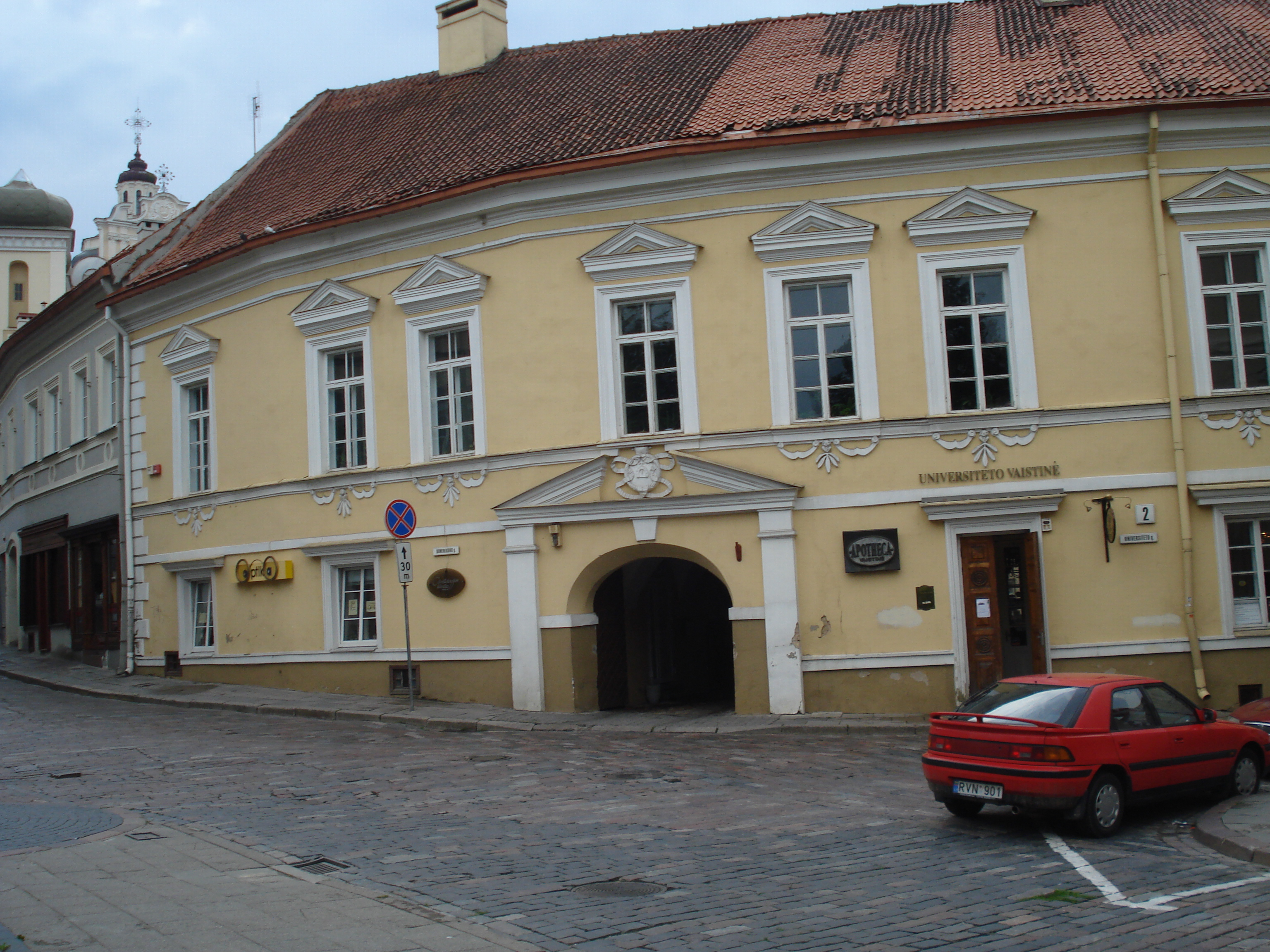
Палац Бжостовських

Ймовірно, що за проектом Кнакфуса в 1769 році були декоровані фасад та інтер'єр двоповерхового палацу Бжостовських, розташованого на розі вулиць Університето (Universiteto g.) і Домінікону (Dominikonų g. 18/2) що належав у той час відомому магнату Павлу Ксаверію Бжостовському, потім проданий Якубу Нагурському, а пізніше належав Огінським. Будівля реконструювалася в 1957 році і кілька разів пізніше, частину першого поверху нині займає аптека й салон оптики, частина будівлі відведена під житлові приміщення.

### Астрономічна обсерваторія

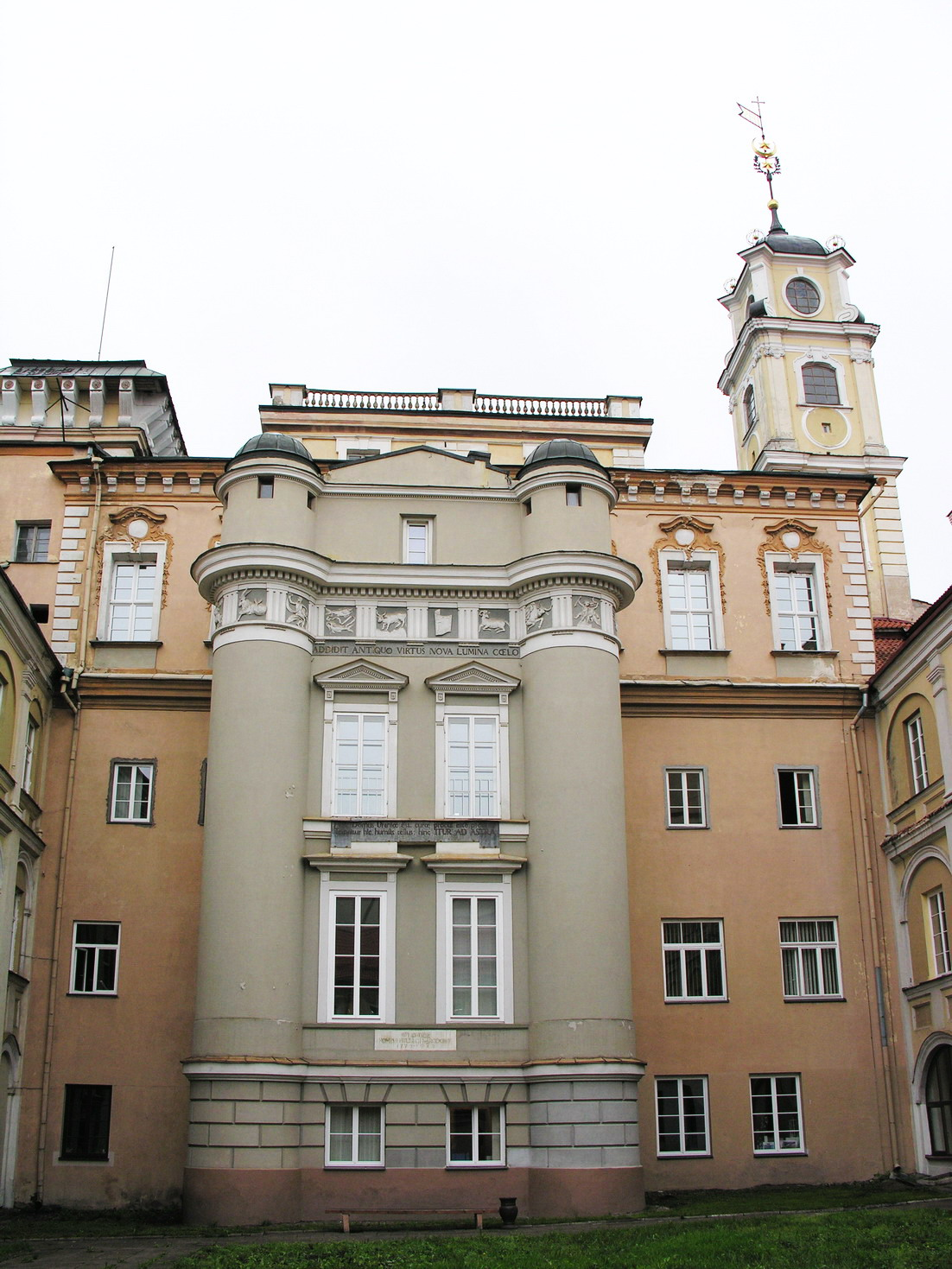
Обсерваторія Головної віленської школи

До числа найвидатніших громадських будівель, створених Кнакфусом, відноситься південна прибудова астрономічної обсерваторії Головної литовської школи (згодом Віленського університету; 1782–1788). У спроектованій із принципових вказівок Мартіна Почобута прибудові використані форми раннього класицизму. Дві симетричні бічні вежі, призначені для астрономічних спостережень, надають будівлі граціозну вертикальність. Високий цоколь і доричний антаблемент, над яким височить аттик, утворюють горизонтальні перетини фасаду. Фриз прикрашають знаки Зодіаку в метопах.

### Палац єпископа у Вєрках
Близько 1780 року єпископ Ігнаци Якуб Масальський доручив Кнакфусу реконструкцію літньої резиденції у Вєрках. За проектом Кнакфуса були побудовані східна та західна офіцини й розпочато будівництво центрального палацу (пізніше роботу продовжив Вавжинець Ґуцевич).

### Палац Сулістровських

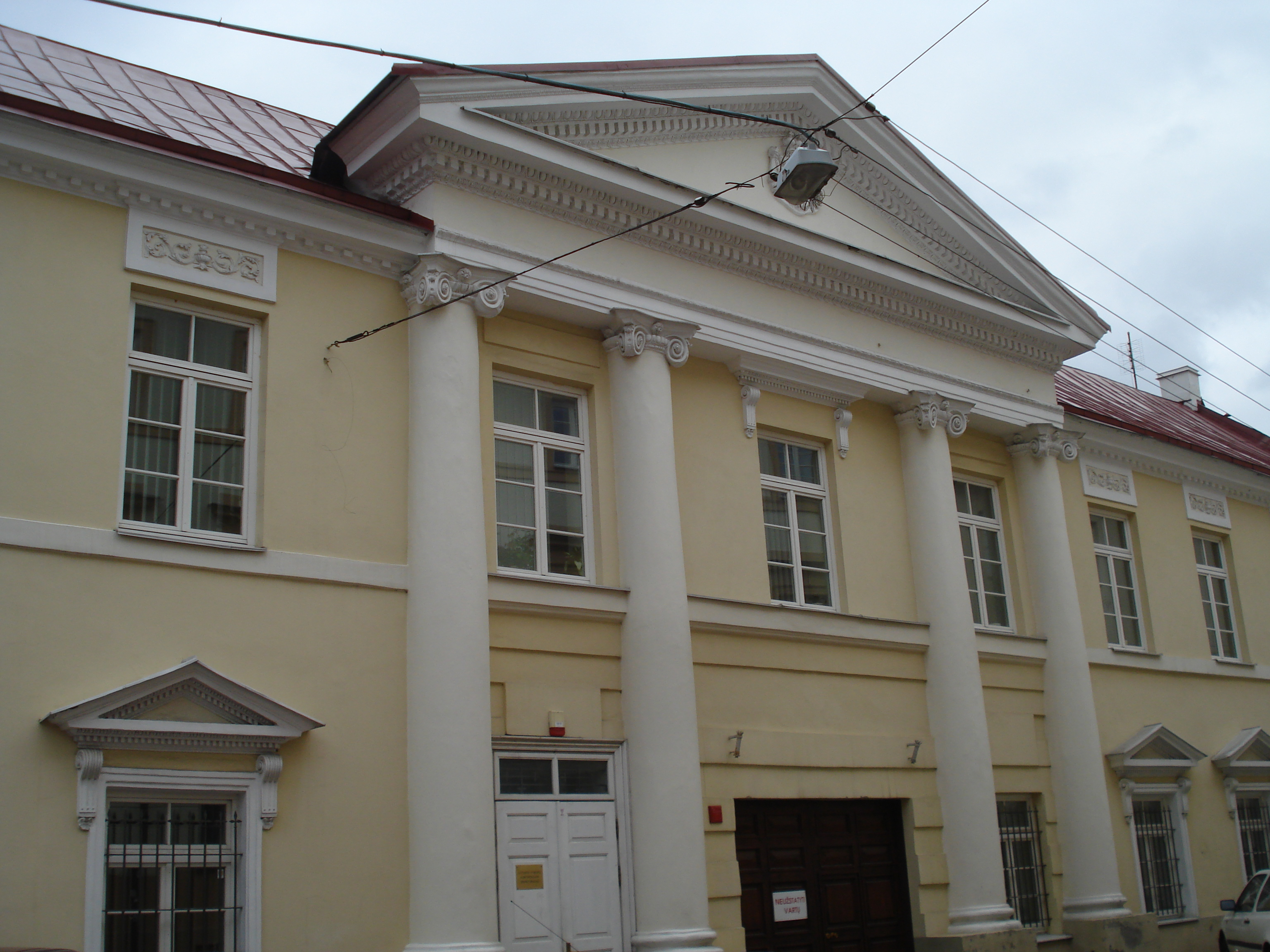
Палац Сулістровських

Кнакфусу належить проект палацу Сулістровських у Вільні (вулиця Скапо, 4; відомий також як палац Лопацінських). Вісь симетрії акцентують іонічні напівколони, що імітують портик і трикутний фронтон, тимпан якого прикрашений картушем із гербом. Кути палацу підкреслені рустом.

### Палац Шуазелів (де Реусів)

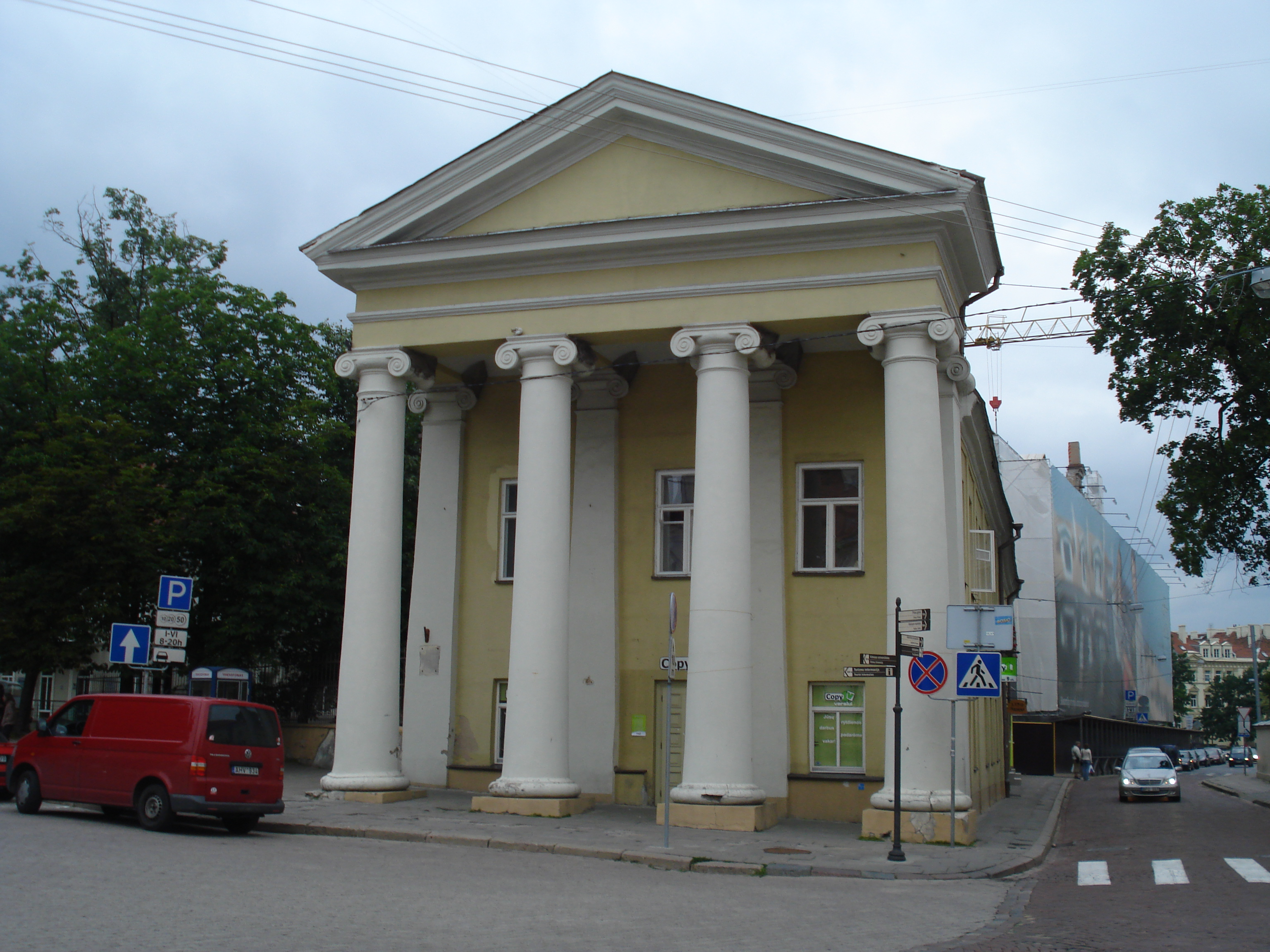
Палац Шуазелів (де Реусів)

До палацу Шуазелів, відомому також як палац де Реусів (Палацова площа, потім площа Муравйова, в міжвоєнні роки площа Наполеона, після Другої світової війни площа Кутузова, нині площа С. Дауканто, S. Daukanto a. 2 / Universiteto g. 10), імовірно за проектом Кнакфуса прибудований величний портик у дусі зрілого класицизму. Розташовані на однаковій відстані чотири іонічні колони підпирають масивний антаблемент і фронтон. Ритм колон повторюється пілястрами на стіні. Монументальний портик є одним з акцентів композиції площі.

### Палац Абрамовичів

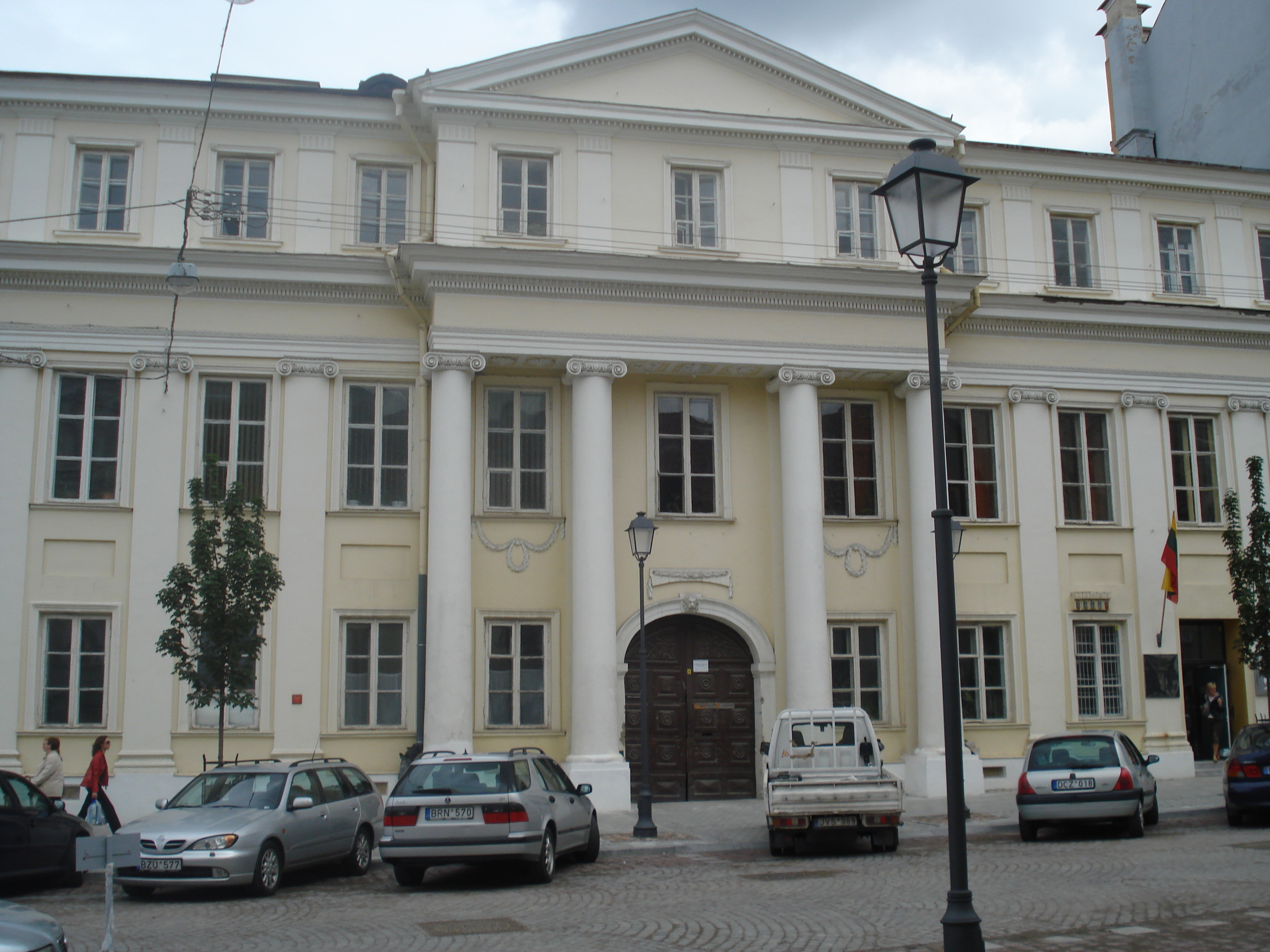
Палац Абрамовичів

У 1801—1806 роках Кнакфус реконструював палац Абрамовичів у Вільні (Велика вулиця, нині Вільнюська консерваторія імені Юозаса Таллат-Кялпши на вулиці Діджьої (Didžioji g. 36) з чотирьох корпусів.
Західний корпус був перебудований у формах раннього класицизму, особливо виразних у головному фасаді з фронтоном на чотирьох іонічних колонах та іонічними пілястрами між вікнами.

### Палац Тизенгауза

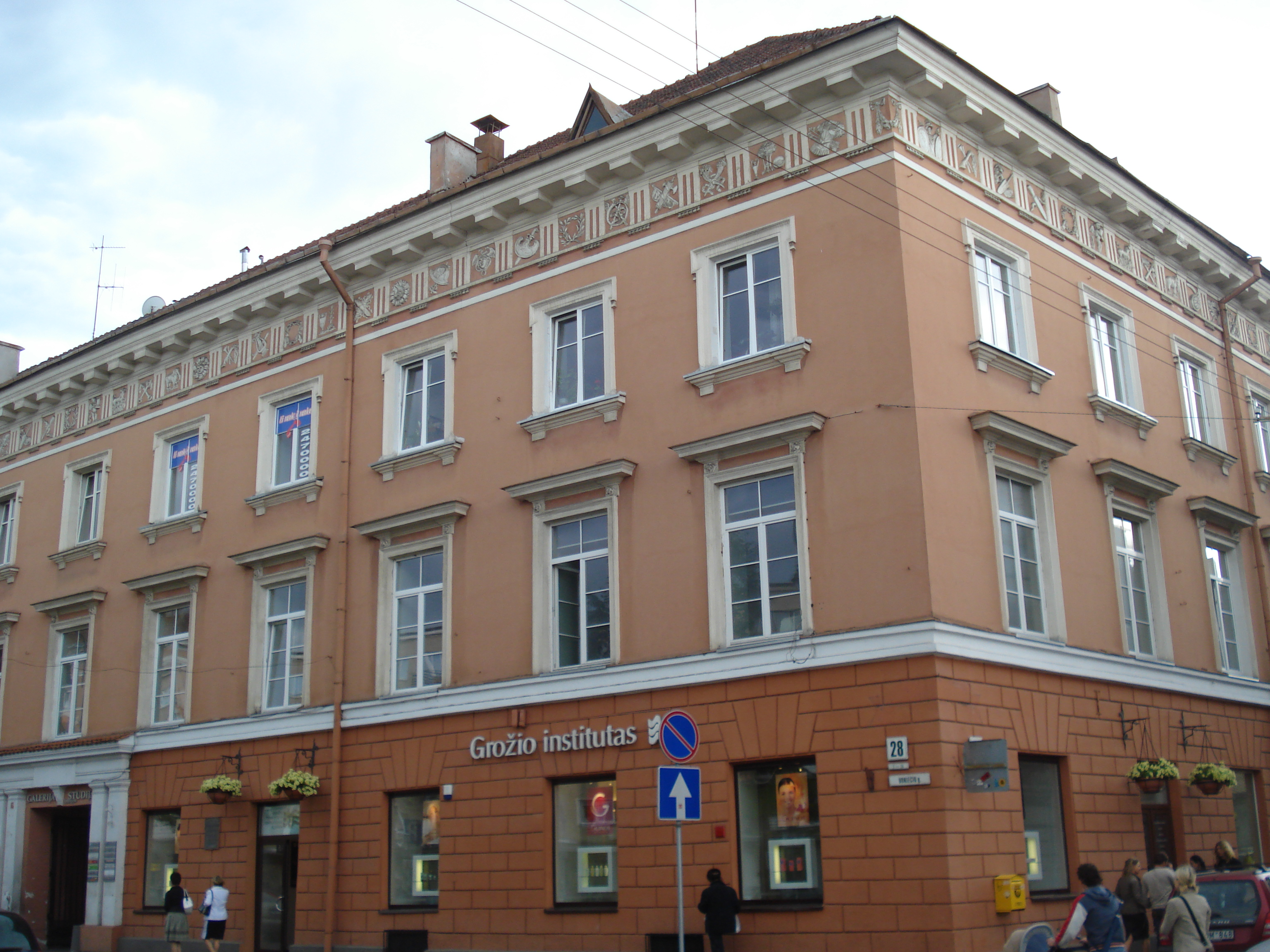
Палац Тизенгауза

Архітектор займався також реконструкцією палацу Фіттінхофа (відомого також як палац Тизенгаузів; на розі Німецької (нині Вокечю) і Трокської вулиць (Тракю) (Vokiečių g. 28 / Trakų g. 17) імовірно, близько 1790 року.

## Пам'ять

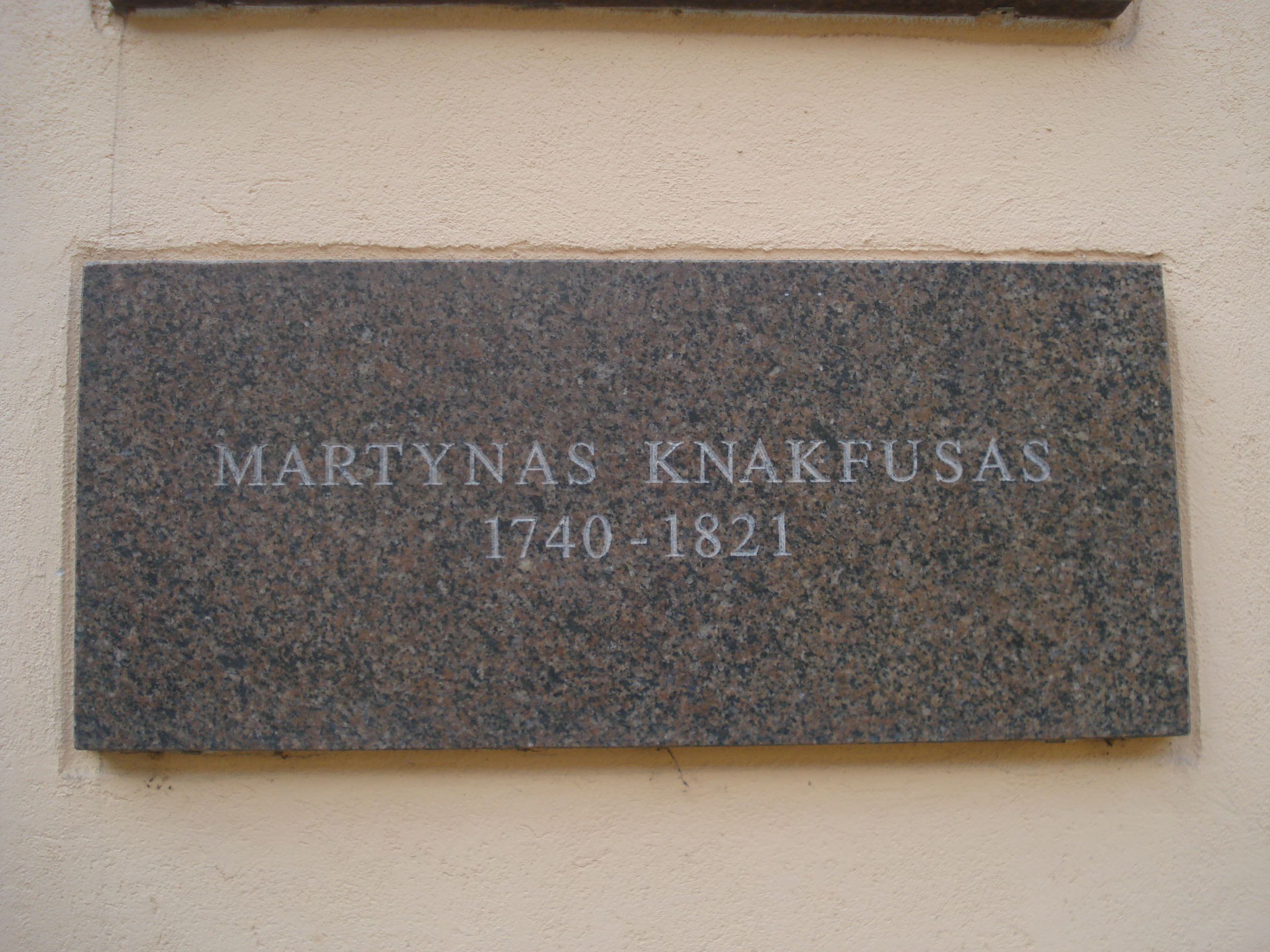
Меморіальна плита у Вільнюській художній академії

На згадку про Мартіна Кнакфуса встановлено меморіальну дошку на подвір'ї Вільнюської художньої академії.